# کاتزتاون یونیورسیتی آف پنسیلوانیا
کاتزتاون یونیورسیتی آف پنسیلوانیا (به انگلیسی: Kutztown University of Pennsylvania) یک منطقهٔ مسکونی در ایالات متحده آمریکا است که در پنسیلوانیا واقع شده‌است.